# 238-й отдельный сапёрный батальон
238-й отдельный сапёрный батальон — воинская часть в вооружённых силах СССР во время Великой Отечественной войны. Имелось два формирования батальона.

## 238-й отдельный сапёрный батальон 27-й и 34-й армий
Изначально батальон был сформирован в 1939 году по штату мирного времени и находился в непосредственном корпусном подчинении 53 СК СибВО (штаб СК в г. Омск). Пополнение численности до штатов военного времени произошло в Тюменской области в марте-апреле 1941 года. По формировании направлен на строительство Ковенского Укрепрайона в Литву. В 20-х числах апреля 1941 года батальон прибыл на станцию Кальвария (Литовская ССР). Расположение строительства в 15 км юго-западнее Вилкавишкиса в районе посёлка Подборск (польск. Подборек). В июне 1941 года при создании 19 армии на базе СКВО батальон был передан из корпусного подчинения 53 СК СибВО в прямое армейское подчинение 19 армии, оставаясь при этом на строительных работах в Литве.
В составе действующей армии с 22 июня 1941 года по 9 февраля 1942 года.
22 июня батальон вместе с другими рядом находящимися строительными частями и 2 батальоном 580 стрелкового полка 188 стрелковой дивизии принял первый бой. Уже 22, 23 и 24 июня были первые убитые, раненые и попавшие в плен.
По приказу начальника штаба Северо-западного фронта должен был 2 июля 1941 года погрузиться в эшелоны и отправиться в Калинин (совр. Тверь), Однако не успел, был раздроблён и отступал отдельными группами через Каунас, Ионаву по направлению Даугавпилс — Остров — Холм и Дисна — Полоцк — Витебск. В июле 1941 года часть батальона вошла в состав 27-й армии, затем 34-й армии действовал в районах станций Лычково — Сухая Нива — Замошье, выполнял задания по уничтожению стратегических объектов в тылу противника, минированию дорог и мостов на направлениях вероятного удара противника. 27 сентября 1941 года в батальон влиты остатки 47-го отдельного моторизованного инженерного батальона
9 февраля 1942 года переформирован в 238-й отдельный инженерный батальон, впоследствии ставший гвардейским.

### Подчинение
| Подчинение по месяцам | Подчинение по месяцам | Подчинение по месяцам | Подчинение по месяцам | Подчинение по месяцам |
| Дата                  | Фронт (округ)         | Армия                 | Корпус (группа)       | Примечания            |
| --------------------- | --------------------- | --------------------- | --------------------- | --------------------- |
| 01 июля 1941 года     | -                     | -                     | -                     | точных данных нет     |
| 10 июля 1941 года     | -                     | -                     | -                     | точных данных нет     |
| 1 августа 1941 года   | Северо-Западный фронт | 27-я армия            | -                     | -                     |
| 1 сентября 1941 года  | Северо-Западный фронт | 34-я армия            | -                     | -                     |
| 1 октября 1941 года   | Северо-Западный фронт | 34-я армия            | -                     | —                     |
| 1 ноября 1941 года    | Северо-Западный фронт | 34-я армия            | -                     | —                     |
| 1 декабря 1941 года   | Северо-Западный фронт | 34-я армия            | -                     | —                     |
| 1 января 1942 года    | Северо-Западный фронт | 34-я армия            | -                     | —                     |
| 1 февраля 1942 года   | Северо-Западный фронт | 34-я армия            | -                     | —                     |

## 238-й отдельный сапёрный батальон 53-го стрелкового корпуса, 19-й армии
В составе действующей армии с 15 июля 1941 года по 20 октября 1941 года.
Часть 238-го отдельного сапёрного батальона отступающая с боями с польско-литовской границы, где батальон находился на строительных работах у посёлка Подборск юго-западнее Вилкавишкиса. 6 июля 1941 года батальон находился в районе Дисна. Далее, следуя согласно приказу в направлении расположения штаба 19-й армии, батальон двигался по маршруту Дисна-Полоцк-Витебск.
С середины июля 1941 года действует восточнее Витебска, в ходе Смоленского сражения с боями отступает севернее Смоленска, в район Ярцево. С августа 1941 года оборудует оборонительные позиции на подступах к Вязьме, по рекам Вопец и Вопь. В октябре 1941 года уничтожен в Вяземском котле.
20 октября 1941 года расформирован.

### Подчинение
| Подчинение по месяцам | Подчинение по месяцам                           | Подчинение по месяцам | Подчинение по месяцам  | Подчинение по месяцам |
| Дата                  | Фронт (округ)                                   | Армия                 | Корпус (группа)        | Примечания            |
| --------------------- | ----------------------------------------------- | --------------------- | ---------------------- | --------------------- |
| 01 июля 1941 года     | Резерв Ставки ВГК (Группа армий резерва Ставки) | 19-я армия            | 53-й стрелковый корпус | -                     |
| 10 июля 1941 года     | Западный фронт                                  | 19-я армия            | -                      | -                     |
| 1 августа 1941 года   | Западный фронт                                  | 19-я армия            | -                      | -                     |
| 1 сентября 1941 года  | Западный фронт                                  | 19-я армия            | -                      | -                     |
| 1 октября 1941 года   | Западный фронт                                  | 19-я армия            | -                      | -                     |

## Другие инженерно-сапёрные подразделения с тем же номером
- 238-й отдельный инженерно-сапёрный батальон
- 238-й отдельный инженерный батальон